# 阿拉米達走廊
阿拉米達走廊（Alameda Corridor）是位於美國加州南部的一条长度为20英里（32公里）的货运铁路“快速通道”。该铁路的拥有人是 阿拉米達走廊运输局。这条铁路平行于阿拉米達大街（Alameda），将洛杉矶市中心与洛杉矶/长滩双子码头联接起来，这是近20年来关于运输方面最主要的工程之一。该工程最引人注意的部分是一段地下三线铁道，这段轨道长10英里（16公里），位于地下33英尺（10米）深，50英尺（15米）宽，由BNSF鐵路公司和聯合太平洋鐵路共享。其90英里（145公里）的可通过时速，解决了之前由于超长的慢速货运列车通过，造成的路面卡车长龙问题。

## 历史
洛杉矶/长滩双子港，于1994年12月完成了从南太平洋鐵路购买这段铁路的工作，并于2002年5月15日开始运营。该铁路的日运输峰值在2006年10月达到历史最高的60辆货车的记录。这极大地缓解了长滩高速（I-710），和该区域内其它地方的交通拥挤状况。在2007日历年度中，该铁路通过列车17824车次，运送20英尺标准集装箱470万个。目前对于每个经由这段铁路运输的20'TEU(Twenty-foot Equivalent Unit)的收费为19美金。

## 展望
该铁路未来也许将成为一条电气化线路M，以减少排污。